# Cá trà sóc
Cá trà sóc (danh pháp khoa học: Probarbus jullieni) là một loài cá vây tia nước ngọt trong họ Cyprinidae.
Nó được tìm thấy ở Campuchia, Lào, Malaysia, Thái Lan và Việt Nam.
Nó khá lớn, đạt chiều dài 150 cm (59 in) và cân nặng 70 kg (150 lb), và cư trú chủ yếu ở dòng chính của các con sông lớn như sông Mê Kông, sông Chao Phraya, sông Meklong hay sông Pahang và sông Perak.
Nó được coi là một cá thực phẩm tuyệt vời nhưng đắt tiền do tình trạng khan hiếm. Đánh bắt quá mức được coi là nguyên nhân chính cho tình trạng khan hiếm của nó.

## Mô tả

### Đặc điểm xác định
Loài cá này có nhiều đặc điểm nhận dạng. Đáng chú ý nhất là 5 sọc dọc trên đường bên của nó. Dễ nhận thấy, nó có râu hàm. Những cái râu này được sử dụng như cơ quan xúc giác gần miệng. Vì vậy, các râu này cho nó cảm giác về môi trường xung quanh tốt hơn. Để di chuyển, nó có một vây lưng với 1 gai và 13 tia vây mềm và 8 tia vây hậu môn. Tổng chiều dài tối đa của nó là khoảng 165 cm và cân nặng tối đa là 70 kg. Nó có thể sống tới 50 năm và dần dần phát triển về kích thước theo thời gian.

### Tập tính
Cá trà sóc ăn động vật có vỏ, tôm, và thực vật thủy sinh. Chúng có xu hướng ăn nhiều hơn vào mùa mưa, khi thức ăn dồi dào, và ít hơn vào mùa khô, khi thức ăn khan hiếm. Giống như nhiều loài cá sông khác, vào đời của nó phụ vào mưa gió mùa, có nghĩa là cá trà sóc chiếm các vùng khác nhau trong suốt cả năm tùy theo mùa.

### Sinh sản
Đây là loài cá di cư, và mô hình di cư của nó xoay quanh mùa sinh sản của nó. Cá trưởng thành di cư ngược dòng vào mùa khô để tạo thành cộng đồng sinh sản. Sau khi đẻ trứng xong, cá con mới nở bơi vào đồng bằng ngập lũ suốt mùa mưa. Điều này có nghĩa rằng mô hình di cư của nó xoay quanh sự thay đổi từ mùa khô sang mùa mưa. Mô hình di cư này quan trọng cho sự sống còn của loài nguy cấp này, nhưng có nhiều mối đe dọa tới môi trường sống của nó, chẳng hạn như nuôi trồng thủy sản và thủy điện đe dọa phát triển mô hình di cư này, và do đó ảnh hưởng tới sự tồn tại của chúng.

### Môi trường sống

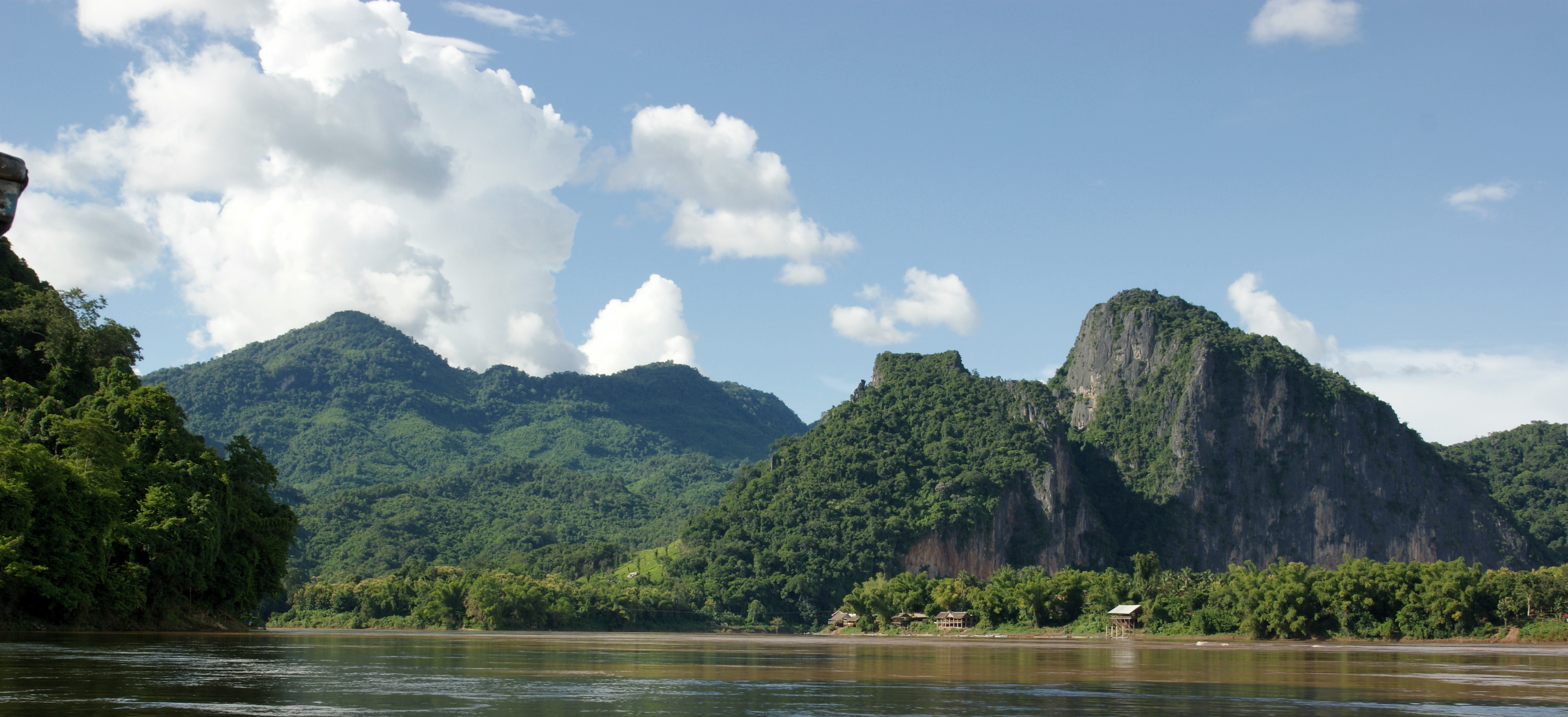
Cảnh quan sông Mê Kông tại Luang Prabang, Lào.

Trong lịch sử, loài cá này được tìm thấy ở lưu vực sông sông Mê Kông, sông Irrawaddy, Chao Phraya, Meklong, Phahang, và Perak của Đông Nam Á, đặc biệt Thái Lan, Lào, Campuchia, Việt Nam, Myanmar và Malaysia. Hiện nay, cá trà sóc được tìm thấy chủ yếu ở lưu vực sông Mê Kông, tuy nhiên có một số quần thể nhỏ ở Phahang và Perak. Trong các lưu vực sông, cá trà sóc được tìm thấy ở các thác ghềnh chảy nhanh và hồ nước sạch. Vào mùa mưa, chúng sống ở các vùng nước sâu, nhưng vào mùa khô, cũng là của sinh sản mùa, chúng sống trong vùng nước nông.

## Hình ảnh

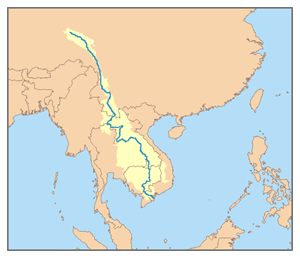
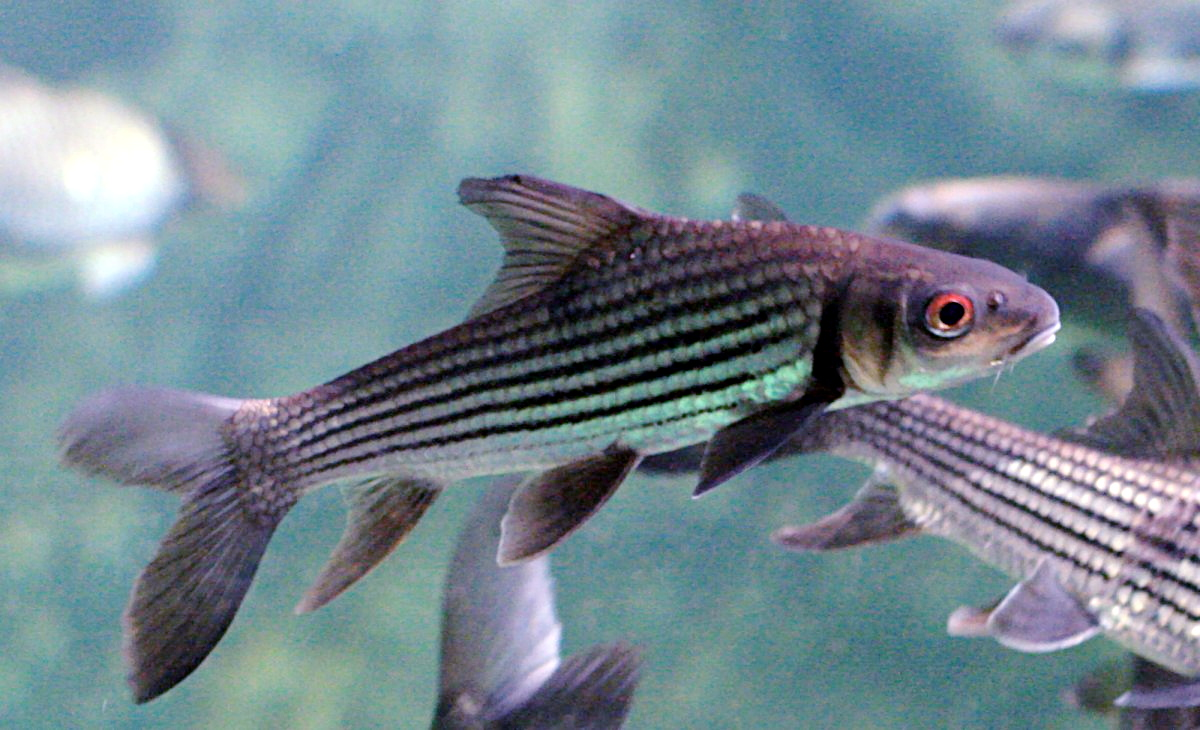